# Thomas Montagu
Pour les articles homonymes, voir Montagu.
Thomas Montagu (13 juin 1388 – Meung-sur-Loire, 3 novembre 1428), 4e comte de Salisbury, fut l'un des commandants anglais pendant la guerre de Cent Ans.

## Biographie

### Début de carrière
Il est le fils aîné de John Montagu, 3e comte de Salisbury, qui fut exécuté alors qu'il complotait contre le roi Henri IV d'Angleterre en 1400 et dont les terres furent confisquées. Thomas récupère les terres perdues par son père et assure ses finances par son mariage avec Éléonore Holland, fille de Thomas Holland, 2e comte du Kent, et sœur et cohéritière d'Edmond Holland.
Il entre au parlement en 1409 puis devient chevalier en 1414. 
Il est lieutenant-général du roi en Normandie en 1419, puis gouverneur de Champagne et de Brie, et enfin lieutenant général de l'armée anglaise. Il est aussi été nommé comte du Perche par le roi Henri V d'Angleterre.
Il combat à la bataille d'Azincourt, aux sièges de Harfleur (1415), de Caen (1417) et de Rouen (1418), et à la bataille de Verneuil (août 1424). En 1425, il assiège avec succès la ville du Mans et la cité fortifiée de Sainte-Suzanne qui reste anglaise jusqu'en 1439.

### Campagne de France (1428)

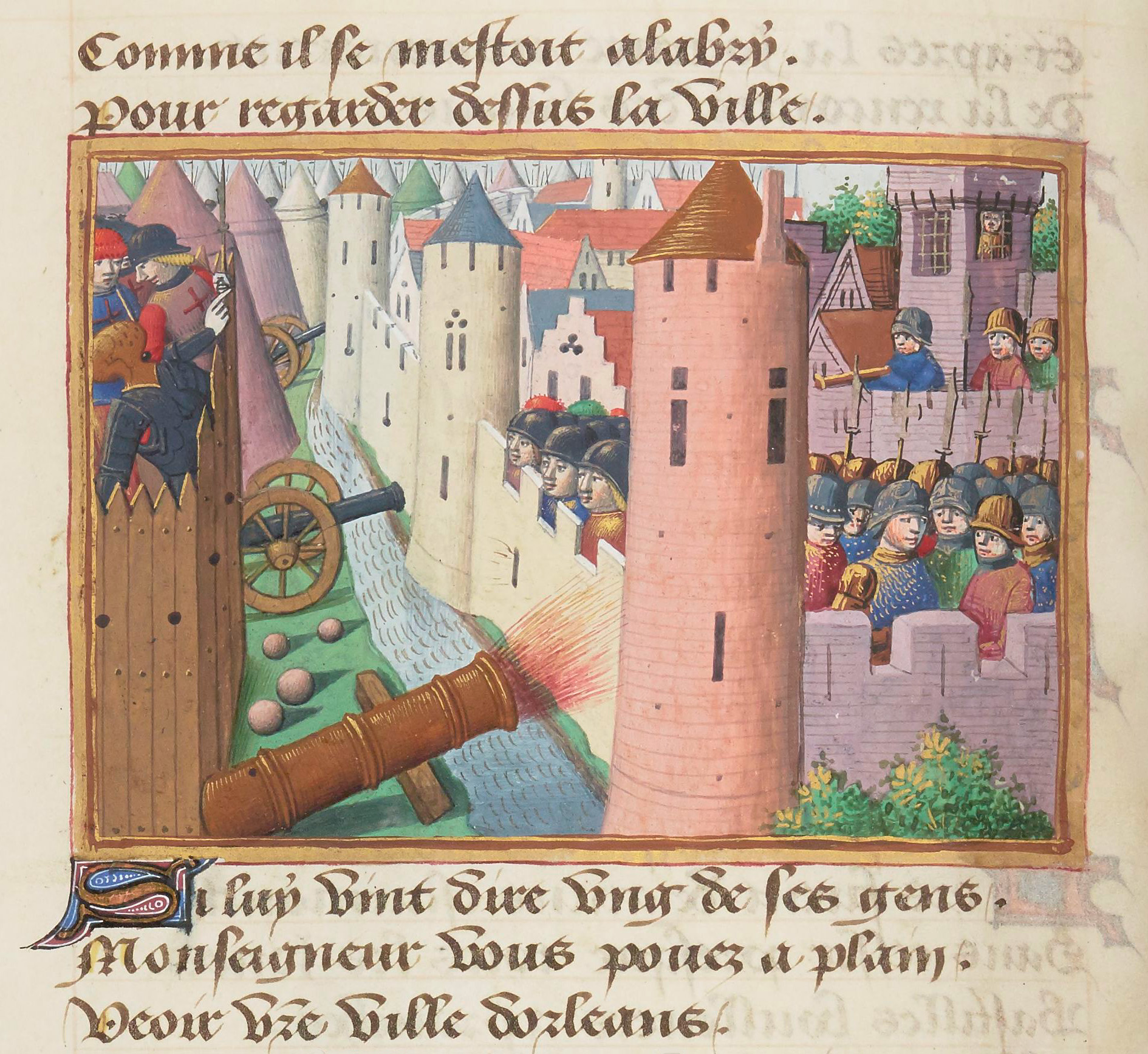
Thomas Montagu mortellement blessé tandis qu'il examinait le siège d'Orléans depuis les Tournelles (24 octobre 1428).
Enluminure du manuscrit de Martial d'Auvergne, Les Vigiles de Charles VII, vers 1484, BnF.

Le 24 mars 1428, il s'engage pour six mois avec ses 600 hommes d'armes et 1 800 archers, prenant la tête d'un corps expéditionnaire chargé de forcer le passage de la Loire. Débarquant le 1er juillet à Calais, cette armée passe par Saint-Pol, Doullens et Amiens pour arriver à Paris avec l'idée d'assiéger Angers. Mais l'objectif est changé au cours des conseils de guerre à Paris avec Salisbury, Bedford et le conseil du roi : au lieu d'Angers, c'est Orléans qui sera visée, cette riche terre à blé et le principal point de communication entre France du Nord et France du Sud, et qui plus est proche du Berry cette autre terre à blé dépendant de Bourges où Charles VII est en train de batailler contre les grands du royaume de France.
Commence alors une série de sièges : Nogent-le-Roi (a capitulé, probablement dans l'espoir d'une clémence qui leur fait défaut, car « une partie de la garnison fut passée au fil de l'épée. »), Châteauneuf-en-Thymerais (abandonné aux Anglais), Rambouillet, Béthencourt, Rochefort, Chartres (déjà anglais), Le Puiset où tous les prisonniers sont pendus, Toury où la moitié des défenseurs s'enfuient, le reste se rend et la ville est brûlée. Le siège de Janville commence le 19 août, la ville est remportée à l'assaut le 29 août après bombardement. Meung-sur-Loire se rend en septembre par traité ; Montpipeau (près de Huisseau-sur-Mauves) se rend le 5 septembre. À Beaugency la défense se cantonne au pont et au château, qui capitulent le 25 septembre. L'armée profane l'église Notre-Dame de Cléry en chemin sur Jargeau qui capitule le 5 octobre, et Châteauneuf-sur-Loire tombe aux Anglais. Sully-sur-Loire, fief principal de Jean de La Trémoille, passe également aux Anglais, sous le coup, semble-t-il, d'une trahison de son commandant Jean de Lesgot ; Salisbury y met le Nivernois Guillaume de Rochefort, un parent de La Trémoille, à la tête de la garnison anglo-bourguignonne qui remplace celle française. 
Le 12 octobre 1428, Salisbury met le siège devant Orléans. Il n'en verra pas l'échec, car il y est mortellement blessé par un boulet de canon le 27 octobre 1428 et meurt le 3 novembre suivant.
Il n'a qu'une héritière, Alice Montagu, issue de son premier mariage, qui se marie à Richard Neville, 5e comte de Salisbury.

## Blasonnement
Écartelé d'argent à 3 fusées de gueules posées en fasce et d'or à l'aigle de sinople.

## Sources imprimées
- Paul Charpentier et Charles Cuissard ( éd.), Journal du siège d'Orléans, 1428-1429 : augmenté de plusieurs documents, notamment des comptes de ville, 1429-1431, Orléans, H. Herluison, 1896, 410 p. (lire en ligne).
- Léon Dumuys, « Documents relatifs au siège d'Orléans et la délivrance de Beaugency et de Jargeau (1428-1429) », Bulletin de la Société archéologique et historique de l'Orléanais, Orléans, t. 9, no 132,‎ 1er trimestre 1887, p. 32-37 (lire en ligne).
- Louis Jarry, « Deux chansons normandes sur le siège d'Orléans et la mort de Salisbury », Bulletin de la Société archéologique et historique de l'Orléanais, Orléans, t. 10, no 151,‎ 1er et 2e trimestres 1893, p. 359-370 (lire en ligne).
- Louis Jarry, « Le compte de l'armée anglaise au siège d'Orléans, 1429 », Mémoires de la Société archéologique et historique de l'Orléanais, Orléans, Herluison, t. 23,‎ 1892, p. 433-672 (lire en ligne).